# District du Donjon
Le district du Donjon était une division territoriale française du département de l'Allier de 1790 à 1795.

## Composition
Il était composé de 6 cantons : Dompierre Le Donjon, Montaiguët, Jaligny, Lurcy-sur-Loire et Pierrefitte-sur-Loire.

## Liens
- Formation des départements et des districts - Région de Luneau